# Новопічингушанські Виселки
Новопічингуша́нські Виселки (рос. Новопичингушанские Выселки, ерз. Од Пиченьгужня) — присілок у складі Єльниківського району Мордовії, Росія. Входить до складу Новодівиченського сільського поселення.
Населення — 55 осіб (2010; 76 у 2002).
Національний склад (станом на 2002 рік):
- мордва — 92 %